# Così
Così é uma peça do dramaturgo australiano Louis Nowra que foi encenada pela primeira vez em 1992 no Belvoir St Theatre em Sydney, Austrália. Ambientado em um hospital psiquiátrico de Melbourne em 1971, Così é semiautobiográfico e é a sequência de sua peça semiautobiográfica anterior, Summer of the Aliens.
A peça foi adaptada para o filme Cosi de 1996.

## Resumo do enredo
Ambientado vários anos após os eventos de Summer of the Aliens, Lewis agora está em um relacionamento tenso com uma mulher mandona chamada Lucy e em uma amizade com o extremista político Nick. Lewis está sempre desesperado por trabalho, pois ele afirma: "Preciso do dinheiro". O local é um teatro que cheira a "madeira queimada e mofo", o elenco é formado por pacientes com necessidades muito diversas e a peça é Così fan tutte, de Mozart. Ao trabalhar com os pacientes, Lewis acaba descobrindo um novo lado de si mesmo que lhe permite se envolver emocionalmente e valorizar o amor, enquanto protestos contra a Guerra do Vietnã irrompem nas ruas do lado de fora.

## Personagens
Os pacientes compõem um amplo espectro, incluindo Roy, um maníaco-depressivo apaixonado por teatro; Cherry, que tem uma obsessão por comida e é uma romântica viciada em Lewis; Ruth, que sofre de transtorno obsessivo-compulsivo (TOC) e é mostrada como obcecada em contar e distinguir entre ilusões e realidade; Doug, um piromaníaco, que adora insinuações sexuais; Julie, dependente de drogas no mundo exterior; Henry, um homem mais velho e silencioso, ex-advogado; e Zac, um pianista drogado.
Outros personagens incluem Justin, um assistente social na instituição mental; a namorada de Lewis, Lucy, e seu melhor amigo, Nick, cujos ideais fortemente esquerdistas Lewis seguiu até agora sem questionar. Conhecer pacientes com visões diferentes das de Lucy e Nick abre os olhos de Lewis para outras pessoas e para o mundo ao seu redor, ensinando-o a ser mais tolerante.

## Produções

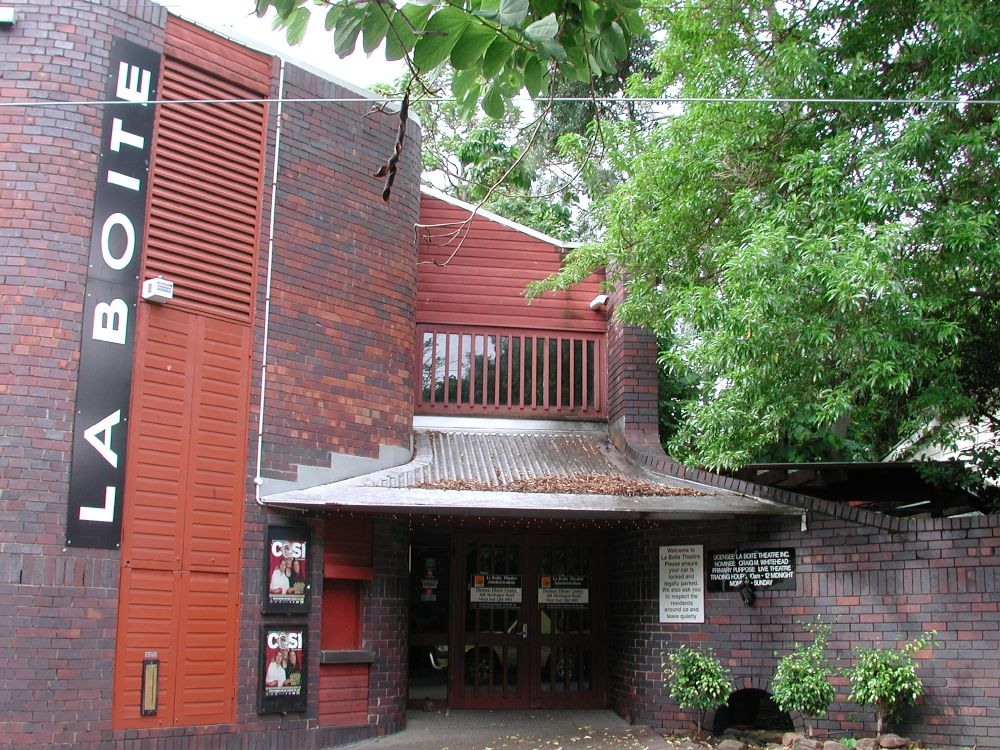
Teatro La Boite com pôsteres de Così, 2003

Così foi apresentada no Teatro La Boite em fevereiro de 2003. A peça estreou na Ásia em 2009, encenada no The Hong Kong Fringe Club e dirigida por Wendy Herbert. Estreou no Reino Unido em 1999, no New End Theatre, em Londres, estrelando Isla Fisher em sua única aparição no palco até então. Foi encenado no White Bear Theatre em Kennington, Londres, estrelando o ator australiano Mark Little como o maníaco-depressivo Roy e Matthew Burton como o jovem diretor de teatro, Lewis; foi dirigido por Adam Spreadbury-Maher para uma temporada de 4 semanas em agosto de 2008. Em 2011, a peça foi encenada no King's Head Theatre em Islington, Londres, dirigida por Adam Spreadbury-Maher. Em 2012, a peça foi encenada no Urban Stages, na cidade de Nova York, dirigida por Jesse Michael Mothershed e produzida pela Australian Made Entertainment. Em fevereiro de 2014, a peça ganhou uma grande reestreia australiana pela La Boite Theatre Company, dirigida pelo colaborador de longa data de Louis Nowra, David Berthold. A companhia de teatro MTC, sediada em Melbourne, reviveu-a novamente numa produção dirigida por Sarah Goodes em maio de 2019.